# Џонсон (Арканзас)
Џонсон (енгл. Johnson) град је у америчкој савезној држави Арканзас.

## Демографија
По попису из 2010. године број становника је 3.354, што је 1.035 (44,6%) становника више него 2000. године.
| Група             | 2000.         | 2010.         |
| Белци             | 2.092 (90,2%) | 2.647 (78,9%) |
| Афроамериканци    | 33 (1,4%)     | 94 (2,8%)     |
| Азијати           | 49 (2,1%)     | 151 (4,5%)    |
| Хиспаноамериканци | 74 (3,2%)     | 347 (10,3%)   |
| Укупно            | 2.319         | 3.354         |